# Politikåret 2006

## Händelser

### Januari
- 4 januari – Israels premiärminister Ariel Sharon har drabbats av en omfattande hjärnblödning, och tillståndet är allvarligt.[1]

### Februari
- 9 februari – Sverigedemokraternas webbplats stängs ner sedan partiets nedtidning publicerat bilder på Muhammed.[1]
- 22 februari – TV 4 meddelar att Fredrik Reinfeldt sedan föregående höst smutskastats i en anonym E-postkampanj, där avsändaren "Veckans snackis" i flera månader påstått att Fredrik Reinfeldt använt sig av svartanställd arbetskraft, samt inte betalat familjens barnflicka skälig lön.[1]

### Mars
- 11 mars – René Préval tillträder som president i Chile.[1]
- 21 mars – Göran Persson och Leila Freivalds utlyser presskonferens, där Leila Freivalds meddelar att hon avgår som svensk utrikesminister.[1]
- 27 mars – Jan Eliasson blir ny utrikesminister i Sverige.[1]

### Maj
- 15 maj – USA:s president George W. Bush försöker i ett TV-tal få stöd för en invandrarreform han länge förespråkat, vilken skall stärka bevakningen vid gränsen mot Mexiko.[1]
- 21 maj – Montenegro säger i folkomröstning ja till självständighet.[2]

### Juni
- 3 juni – Montenegro utropar sig som självständig stat.
- 5 juni – Serbien utropar sig som självständig stat och unionen Serbien och Montenegro upplöses helt.
- 21 juni – Nenadi Usman blir Nigerias finansminister. Hon efterträder Ngozi Okonjo-Iweala, som blir utrikesminister.

### Juli
- 1 juli – Finland blir EU:s ordförandeland.[1]
- 18 juli – Stig Bergling söker medlemskap i Vänsterpartiet.[1]

### Augusti
- 3 augusti – Ukrainas president Viktor Justjenko utser proryske rivalen Viktor Jaunkovitj till premiärminister efter utgången från parlamentsvalet i mars 2006.[1]
- 10 augusti - En stor terroristplan, som gick ut på att förstöra flygplan på färd mellan Storbritannien och USA, stoppas av Scotland Yard.[3]

### September
- September – Stig Bergling lämnar Vänsterpartiet efter svenska valet.[1]
- 4 september – Liberala ungdomsförbundets partisekreterare Per Jodenius erkänner dataintrång i Sveriges socialdemokratiska arbetarepartis nätverk.[1]
- 18 september – I Ungern läcker en inspelning ut, där premiärminister Ferenc Gyurcsány hörs erkänna att han och Ungerns socialistiska parti ljugit och fört väljarna bakom ljuset om Ungerns ekonomiska läge de senaste åren, och under valrörelsen erkänner han, vilket leder till att upplopp utbryter runtom i Ungern.[1]
- 19 september – Thailands premiärminister Thaksin Shinawatra störtas i en militärkupp.

### Oktober
- 6 oktober – Fredrik Reinfeldt efterträder Göran Persson som Sveriges statsminister.[4]
- 10 oktober – Sveriges förre biståndsminister Carin Jämtin tar över efter Annika Billström som oppositionsledare i Stockholms kommun.[4]
- 12 oktober – Sveriges socialdemokratiska ungdomsförbunds ordförande Anna Sjödin döms till dagsböter för sin inblandning i krogbråket den 29 januari 2006.[4]
- 14 oktober – Maria Borelius avgår som Sveriges handelsminister efter en rekordkort tid, sedan det avslöjats att hon anlitat en svartanställd barnflicka.[4]
- 16 oktober – Cecilia Stegö Chilò avgår som Sveriges kulturminister då det avslöjats att hon inte betalat TV-avgiften på 16 år.[4]
- 17 oktober – I Argentina förs Juan Perons kista till ett nybyggt mausoleum, och tusentals anhängare följer kortegen.[4]
- 21 oktober – Australiens miljöminister Ian Campbell upprörs över Islands beslut att årligen jaga 29 valar, och menar att Island i framtiden aldrig kan tas på allvar i miljöfrågor.[4]

### November
- 7 november – Demokratiska partiet tar makten i senaten vid mellanårsvalet i USA.[4]
- 21 november – Expressen anlitar dykare och hittar en revolver vid en sjö i Dalarna. Vapnet kopplas till Palmemordet, och är identiskt med ett vapen som användes vid ett postrån i Mockfjärd 1983, och chanserna för att få tekniska bevis är små. Vapnet är skadat efter att ha legat länge i vatten, och polisen hittar inga kulor.[4]

### December
- 6 december – Joseph Kabila avlägger presidenteden i Kongo-Kinshasa som första demokratiskt valda president sedan självständigheten 1960.[4]
- 16 december – Palestinske presidenten Mahmud Abbas utlöser nyval för både parlament och president.[4]
- 19 december – Sveriges tidigare utrikesminister Jan Eliasson utses till FN-sändebud för Sudan.[4]

## Val och folkomröstningar
- 15 och 29 januari – Finland håller presidentval.[1]
- 24 januari – Kanada röstar fram konservative Stephen Harper som premiärminister.[1]
- 25 januari – Det palestinska valresultatet visar att Hamas får 74 platser i parlamentet, och al-Fatah 45. Det är första palestinska parlamentsvalet på över 10 år, och övervakas bland annat av Carl Bildt och Jimmy Carter.[1]
- 7 februari – René Préval vinner presidentvalet i Chile, och därmed blir hon Chiles första kvinnliga president.[1]
- 25 februari – President Yoweri Museveni uppges ha fått mer än 60 % av rösterna då 91 % av rösterna räknats vid presidentvalet i Uganda, medan oppositionsledaren Kizza Besigye uppges ha fått 36 %.[1]
- 19 mars – Alexandr Lukasjenko vinner presidentvalet i Vitryssland. Enligt nämnden fick han 92,6 % av rösterna.[1]
- 21 maj – Montenegro säger i en folkomröstning med 55,5 % ja till självständighet.[1]
- 17 september – Sverige håller val till riksdagen, där de borgerliga partierna får majoritet.

## Organisationshändelser
- 1 januari – Piratpartiet bildas i Sverige.
- 17 november – Ségolène Royal röstas fram som Frankrikes socialistpartis kandidat till presidentvalet i Frankrike 2007.[4]
- 15 december – Anna Sjödin avgår som ordförande för Sveriges socialdemokratiska ungdomsförbund.[4]

## Avlidna
- 21 januari – Ibrahim Rugova, Kosovos förste president 1992–2006.
- 27 januari – Johannes Rau, Tysklands förbundspresident 1999–2004.
- 23 februari – Said Mohamed Djohar, Komorernas president 1989–1995 och 26 januari–25 mars 1996.
- 11 mars – Slobodan Milošević, Serbiens förste president 1989–1997 och Förbundsrepubliken Jugoslaviens president 1997–2000.[1]
- 14 mars – Lennart Meri, Estlands president 1992–2001.
- 4 juli – Lars Korvald, Norges statsminister 1972–1973.
- 7 juli – Elias Hrawi, Libanons president 1989–1998.
- 22 juli – Donald Reid Cabral, Dominikanska republikens president 1963–1965.
- 16 augusti – Alfredo Stroessner, Paraguays president 1954–1989.
- 25 augusti – Noor Hassanali, Trinidad och Tobagos president 1987–1997.
- 7 oktober – Anna Politkovskaja, 48, rysk-amerikansk journalist (mördad).[4]
- 16 oktober – Valentin Paniagua, Perus president 2000–2001.
- 27 oktober – Ghulam Ishaq Khan, Pakistans president 1988–1993.
- 31 oktober – Pieter Willem Botha, Sydafrikas president 1984–1989.
- 10 december – Augusto Pinochet, Chiles exdiktator, chilenska juntans president 1973–1974 och Chiles president 1974–1990.
- 21 december – Saparmurat Nijazov, Turkmenistans förste president 1991–2006.
- 26 december – Gerald Ford, USA:s president 1974–1977.
- 30 december – Saddam Hussein, 69, Iraks president 1979–2003 (avrättad).[4][5]

### Fotnoter
1. 1 2 3 4 5 6 7 8 9 10 11 12 13 14 15 16 17 18 19 20 21   När Var Hur 2007. DN
2. ↑  ”Montenegro” (på engelska). World Statesmen. http://www.worldstatesmen.org/Montenegro.html. Läst 23 november 2012.
3. ↑  "UK 2006 Liquid Explosives Plot Trial Overview" Arkiverad 25 januari 2010 hämtat från the Wayback Machine.. Transportation Security Administration. Läst 6 Januari 2010.
4. 1 2 3 4 5 6 7 8 9 10 11 12 13 14 15 16   När Var Hur 2008. DN
5. ↑  MacFarquhar, Neil. "Saddam Hussein, Defiant Dictator Who Ruled Iraq With Violence and Fear, Dies". The New York Times. Läst 6 januari 2010.